# Petromyscus barbouri
Petromyscus barbouri là một loài động vật có vú trong họ Nesomyidae, bộ Gặm nhấm. Loài này được Shortridge & Carter mô tả năm 1938.